# Материальная точка
Материа́льная то́чка (материа́льная части́ца, то́чечная ма́сса) — обладающее массой тело, размерами, формой, вращением и внутренней структурой которого можно пренебречь в условиях исследуемой задачи. Является простейшей физической моделью в механике. Положение материальной точки в пространстве определяется как положение геометрической точки и задаётся радиус-вектором {\displaystyle \mathbf {r} }.
В классической механике масса материальной точки полагается постоянной во времени и не зависящей от каких-либо особенностей её движения и взаимодействия с другими телами.
При аксиоматическом подходе к построению классической механики в качестве одной из аксиом принимается: «Материальная точка — геометрическая точка, которой поставлен в соответствие скаляр, называемый массой: {\displaystyle (\mathbf {r} ,m)}, {\displaystyle \mathbf {r} } — вектор в евклидовом пространстве, отнесённом к какой-либо декартовой системе координат. Масса полагается постоянной, не зависящей ни от положения точки в пространстве, ни от времени».
Если тело участвует только в прямолинейном движении, то для определения его положения достаточно одной координатной оси.

## Использование
Модель материальной точки используется (нередко неявно) в большом числе учебных и практических задач. Среди таковых — упражнения на нахождение параметров движения автомобилей из пункта А в пункт B, анализ траектории брошенного под углом к горизонту камня, рассмотрение соударения материальных частиц, изучение поведения тел в центральном гравитационном или электростатическом поле.
В курсах механики выделяются специальные разделы «кинематика точки» и «динамика точки».
Во многих ситуациях модель материальной точки выступает частью более сложной модели. Так, математический маятник представляет собой колеблющуюся в однородном поле тяжести материальную точку на невесомой нити или стержне, а идеальный газ является моделью молекулярной системы из не взаимодействующих между собой материальных точек (эти ситуации показаны на рисунке справа).
При анализе характеристик объёмного тела (таких как импульс, момент инерции, создаваемые поля́) используют приём его мысленного разбиения на малые куски, которые считаются материальными точками, с последующим суммированием по ним. Скажем, момент инерции относительно оси находится как сумма {\displaystyle \sum m_{i}r_{\bot ,i}^{2}} по всем кусочкам тела, где {\displaystyle r_{\bot ,i}} — кратчайшее расстояние от {\displaystyle i}-го фрагмента массой {\displaystyle m_{i}} до оси.

## Особенности
Применимость модели материальной точки к конкретному телу зависит не столько от размеров самого тела, сколько от условий его движения и характера решаемой задачи. Скажем, при описании движения Земли вокруг Солнца она вполне может рассматриваться как материальная точка, а при анализе суточного вращения Земли использование такой модели недопустимо.
Важным случаем применения модели является ситуация, когда собственные размеры тел значительно меньше иных фигурирующих в задаче размеров. Так, выражение для силы гравитационного притяжения двух объёмных объектов любых форм с увеличением расстояния между этими объектами всегда переходит в известный закон взаимодействия точечных масс.
В соответствии с теоремой о движении центра масс системы, при поступательном движении любое твёрдое тело можно считать материальной точкой, положение которой совпадает с центром масс тела.
Масса, положение, скорость и некоторые другие физические свойства материальной точки в каждый конкретный момент времени полностью определяют её поведение.

## Следствия
Механическая энергия может быть запасена материальной точкой лишь в виде кинетической энергии её движения в пространстве и
(или) потенциальной энергии взаимодействия с полем. Это автоматически означает неспособность материальной точки к деформациям (материальной точкой может быть названо лишь абсолютно твёрдое тело) и вращению вокруг собственной оси и изменениям направления этой оси в пространстве. Вместе с этим модель, описывающая движение тела как движение материальной точки, при котором изменяются её расстояние от некоторого мгновенного центра поворота и два угла Эйлера (задающие направление линии «центр — точка»), чрезвычайно широко используется во многих разделах механики.
Плотность [кг/м3] для материальной точки, положение которой задано радиус-вектором {\displaystyle \,{\vec {r}}_{0}=x_{0}{\vec {i}}+y_{0}{\vec {j}}+z_{0}{\vec {k}}\,} ({\displaystyle {\vec {i}}}, {\displaystyle {\vec {j}}}, {\displaystyle {\vec {k}}} — орты), можно записать как {\displaystyle \rho ({\vec {r}})=m\cdot \delta ({\vec {r}}-{\vec {r}}_{0})=m\cdot \delta (x-x_{0})\delta (y-y_{0})\delta (z-z_{0})}. Здесь {\displaystyle x}, {\displaystyle y}, {\displaystyle z} — декартовы координаты, а {\displaystyle \delta } — дельта-функция (одномерная если её аргументом выступает разность координат, или трёхмерная если радиус-векторов); при этом интеграл по всему пространству {\displaystyle \int \rho ({\vec {r}})dV} равен массе точки {\displaystyle m}. Плотность бесконечна в месте нахождения точки и равна нулю в остальном пространстве.

## Свободные/несвободные точки
Материальная точка, движение которой в пространстве не ограничено какими-либо механическими связями, называется свободной. Примерами свободных материальных точек являются искусственный спутник Земли на околоземной орбите и летящий самолёт (если пренебречь их вращениями).
Материальная точка, свобода перемещения которой ограничена наложенными связями, называется несвободной. Примером несвободной материальной точки является движущийся по рельсам трамвай (если пренебречь его формой и размерами).

## Ограничения
Ограниченность сферы применения понятия о материальной точке видна из такого примера: в разрежённом газе при высокой температуре размер каждой молекулы очень мал по сравнению с типичным расстоянием между молекулами. Казалось бы, им можно пренебречь и считать молекулу материальной точкой. Однако это не всегда так: колебания и вращения молекулы — важный резервуар «внутренней энергии» молекулы, «ёмкость» которого определяется размерами молекулы, её структурой и химическими свойствами. В хорошем приближении как материальную точку можно иногда рассматривать одноатомную молекулу (инертные газы, пары́ металлов и др.), но даже у таких молекул при достаточно высокой температуре наблюдается возбуждение электронных оболочек за счёт соударений молекул, с последующим высвечиванием.